# 于勁
于 勁（う けい、生没年不詳）は、北魏の外戚。于皇后の父。字は鍾葵。本貫は河南郡洛陽県。

## 経歴
于洛抜（于栗磾の子）の子として生まれた。武略にすぐれ、功績により沃野鎮将となった。富昌県子の爵位を受け、征虜将軍の号を受けた。501年（景明2年）、娘が宣武帝の皇后に立てられると、于勁は太原郡公に封じられた。502年（景明3年）、宣武帝が鄴に赴いて閲兵すると、于勁は北海王元詳や尚書右僕射の高肇らとともに洛陽の留守を預かった。506年（正始3年）、征西将軍として秦隴の反乱を討った。後に征北将軍・定州刺史に任じられた。死後、司空の位を追贈された。諡は恭荘公といった。

## 妻子

### 妻
- 劉氏（章武郡君）

### 男子
- 于暉（字は宣明。于皇后の同母弟。太原郡公の爵位を嗣ぎ、汾州刺史となった。子の于長孺が爾朱栄の娘の夫となり、侍中・河南尹に上った。尚書僕射・東南道行台を兼ねた。高歓とともに兗州で羊侃を討った。元顥が洛陽に入ると、殺害された）
- 于略

### 女子
- 于昌容（元瓚（済陰王元誕の弟）の妻）
- 于皇后
- 于氏（京兆王元愉の王妃）

## 伝記資料
- 『魏書』巻83下 列伝第71下
- 『北史』巻23 列伝第11